# Mabel Lozano
María Isabel López García más conocida como Mabel Lozano (Villaluenga de la Sagra, Toledo, España, 28 de diciembre de 1967) es escritora, modelo, directora de cine y actriz  española activista en defensa de los derechos de las mujeres. En su obra destaca la denuncia de la explotación sexual de las mujeres a través de la prostitución y la trata. En 2021 recibió el Premio Goya al cortometraje documental por Biografía del cadáver de una mujer. Y en 2024 el Premio Goya al mejor cortometraje documental por Ava.

## Biografía
Nacida en Villaluenga de la Sagra, se trasladó a Madrid, donde entró en contacto con el mundo de las pasarelas de moda viviendo en Japón, París y Milán. A su regreso a España alcanzó la popularidad cuando empezó a trabajar en medios televisivos.
Fue chica de portada en el número 980 del 6 al 12 de febrero de 1995 en la revista Interviú.
Fue la presentadora del espacio de TVE Noche de fiesta en 1999, junto a Miguel Ángel Tobías, hasta su sustitución en 2000 por Juncal Rivero. Asimismo, empezó a presentar las galas de fin de año de TVE sustituyendo a Norma Duval en 1999 hasta 2003. Compartió labores de presentación con Ramón García, Juncal Rivero, María José Suárez, Nuria Roca, Andoni Ferreño y Juan y Medio.

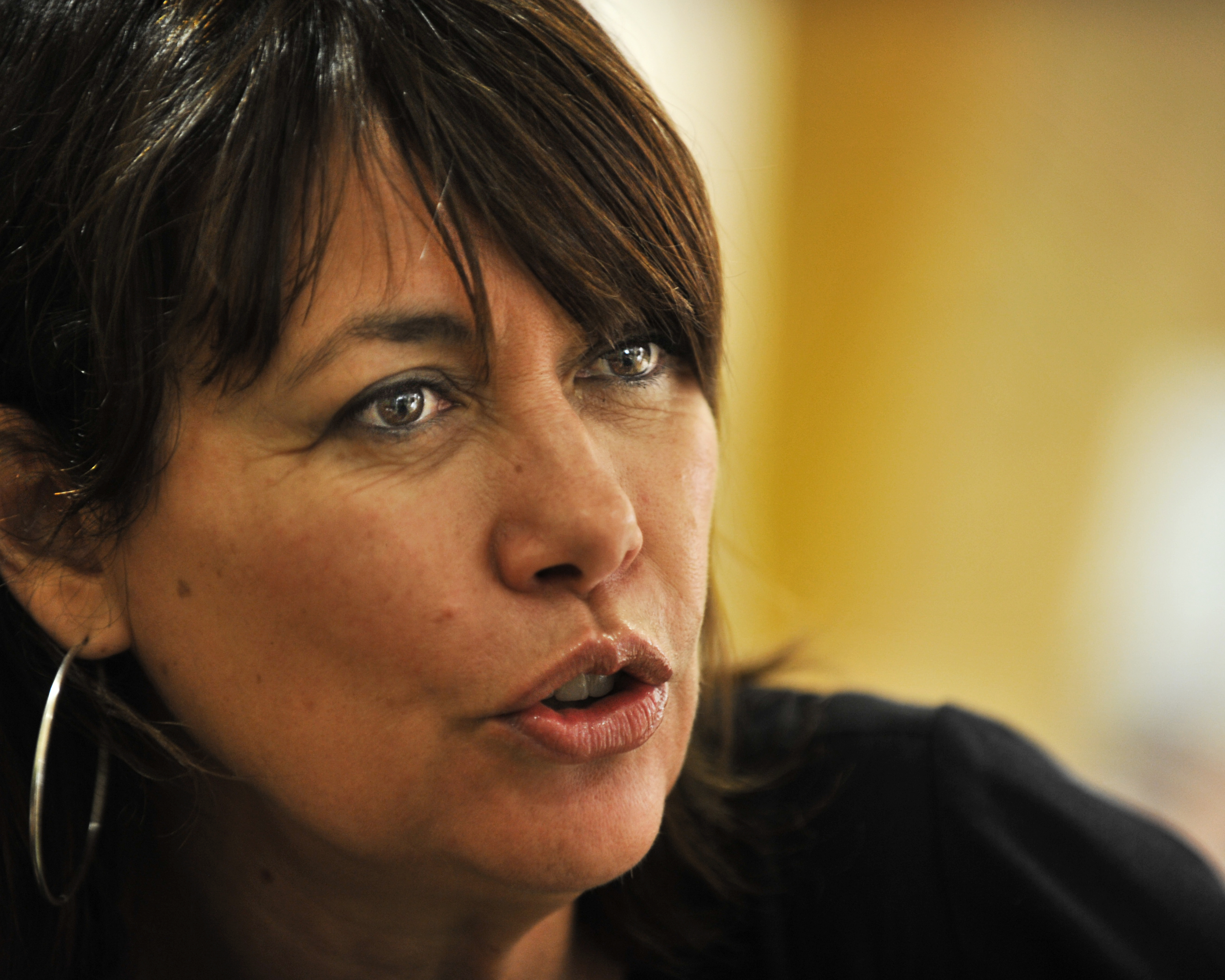
Entrevistada por Esperanza Calzado en la Universidad de Jaén (8-11-2013).

En 2007 da un golpe de timón a su trayectoria tras pasar por la universidad para estudiar cine y realizar un máster de cine social y derechos humanos en la Universidad de Galway, comenzando una carrera como documentalista por los derechos humanos, escribiendo y dirigiendo su primer largometraje documental Voces contra la trata de mujeres, rodado en Rumania, Moldavia y España, donde denuncia la compra-venta de mujeres y niñas, con fines de explotación sexual. Voces contra la trata de mujeres ha sido utilizado para la formación de las Fuerzas y Cuerpos de Seguridad del Estado y la Fiscalía.
Desde entonces, además de cortos y spots, ha elaborado otros largometrajes documentales: La teoría del espiralismo de 2009, protagonizado por cinco deportistas paralímpicas; Las sabias de la tribu de 2010, como homenaje a las generaciones de mujeres de la posguerra que lucharon por sus derechos; Madre, documental de 2012 sobre la maternidad del siglo XXI.
En 2014 estrenó el corto Las mujeres que triunfan en el que habla sobre el éxito de las mujeres de más de 45 años.
En 2015 estrenó el documental Chicas nuevas 24 horas, sobre el tráfico y explotación sexual de mujeres; es una coproducción entre Argentina, Colombia, Paraguay, Perú y España que fue candidata al premio Goya y a los Premios Platino del Cine Iberoamericano.
En 2018 presentó El proxeneta, la historia real en primera persona de un tratante de mujeres a través de la cual repasa la evolución de la prostitución y trata en España desde la década de los 80. Escribió una novela de no ficción con la misma historia que logró el premio Rodolfo Walsh.
En 2021 ganó el Premio Goya al cortometraje documental por Biografía del cadáver de una mujer.  En mayo de 2021 presentó el spot de la campaña "Si pagas, abusas" para disuadir a los jóvenes pagar por sexo impulsada por la Generalidad Valenciana en el marco del Foro por la Abolición de la Prostitución.

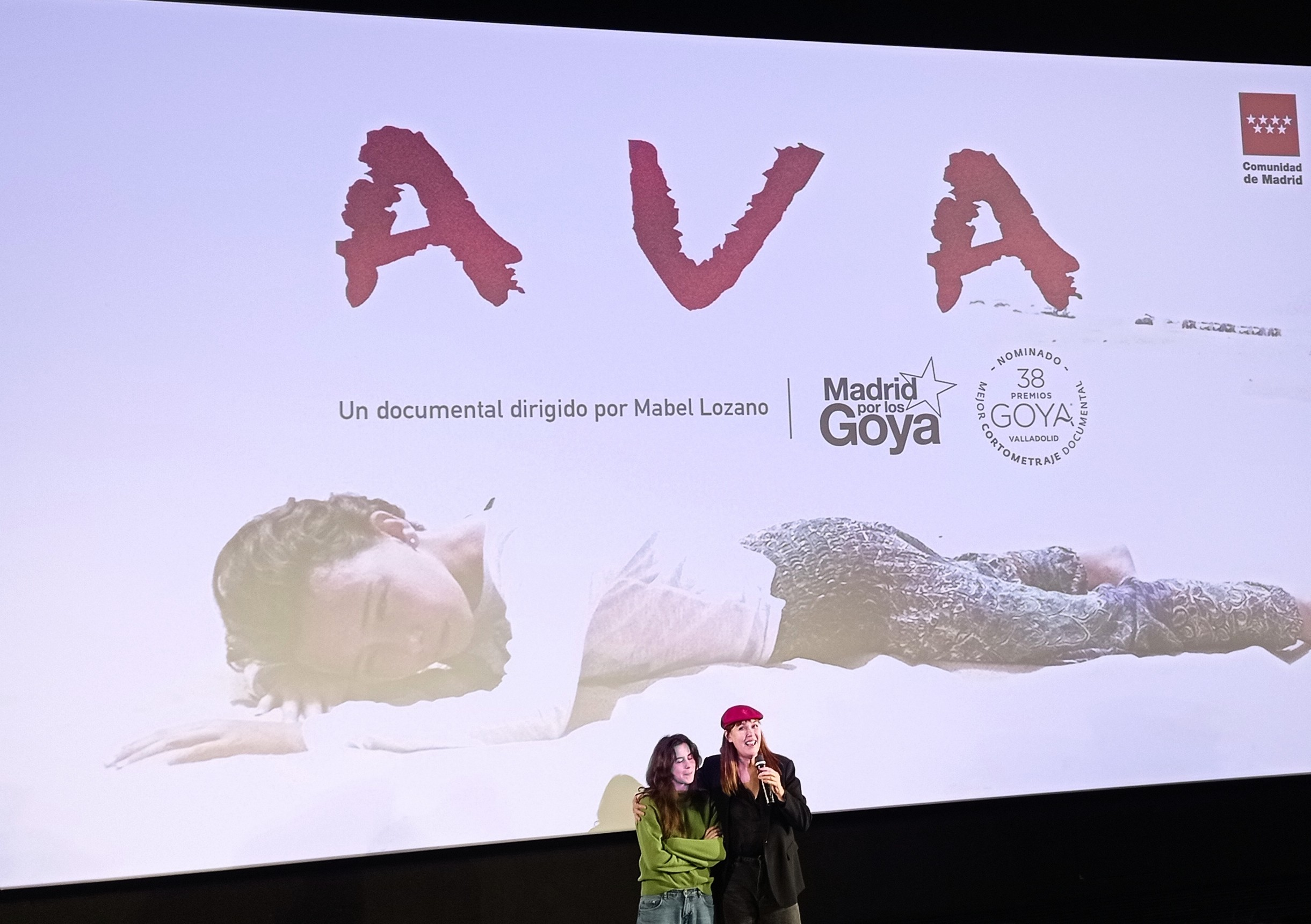
Mabel Lozano en la presentación de AVA.

En 2022 presentó el documental AVA, que narra la historia de una menor de 17 años con discapacidad intelectual que fue captada y prostituida por una red de trata. La cinta ha sido reconocida y premiada en diferentes festivales cinematográficos y nominada a los Premios Goya.
Es socia de la Asociación de mujeres cineastas y de medios audiovisuales.
En 2014 estrena el cortometraje de animación, Lola, Lolita, Lolaza, sobre, nominado a Premio Goya 2024 mejor cortometraje de animación En él cuenta en primera persona y con mucho humor su experiencia con el cáncer de mama. 

### Vida personal
Está casada desde 1998 con el también cineasta Eduardo Campoy. Tienen dos hijos de 23 años. Campoy tiene otro hijo de una relación anteriorde 35 años. 
El 19 de abril de 2020 comunicó en su cuenta de Instagram que había sido operada de urgencia de un cáncer de mama, diagnosticado en marzo.

## Obra

### Cine

#### Como directora
| Año  | Película                            | Guionista                                    |
| ---- | ----------------------------------- | -------------------------------------------- |
| 2014 | Las mujeres que triunfan            | Mabel Lozano                                 |
| 2015 | Chicas nuevas 24 horas              | Susana Fernández, Mabel Lozano y Alicia Luna |
| 2017 | El proxeneta                        | Mabel Lozano y Alicia Luna                   |
| 2020 | Biografía del cadáver de una mujer  | Mabel Lozano y Fernando Marías Amondo        |
| 2022 | AVA                                 | Mabel Lozano e Isabel Peña                   |
| 2024 | Lola, Lolita, Lolaza (Cortometraje) | Mabel Lozano                                 |

#### Como actriz
| Año  | Película                   | Director                |
| ---- | -------------------------- | ----------------------- |
| 2004 | Tiovivo c. 1950            | José Luis Garci         |
| 2002 | Navidad en el Nilo         | Neri Parenti            |
| 2001 | Corazón de bombón          | Álvaro Sáenz de Heredia |
| 1999 | París-Tombuctú             | Luis García Berlanga    |
| 1999 | ¡Mamá, preséntame a papá!  | Charlotte de Turckheim  |
| 1998 | Una pareja perfecta        | Francesc Betriu         |
| 1998 | Grandes ocasiones          | Felipe Vega             |
| 1997 | Al límite                  | Eduardo Campoy          |
| 1995 | Dile a Laura que la quiero | José Miguel Juárez      |
| 1992 | Vivir por nada             | Javier Sacristán        |

### Televisión

#### Series
| Año       | Serie                         | Personaje |
| --------- | ----------------------------- | --------- |
| 2005      | Lobos                         | Paloma    |
| 2004      | La sopa boba                  | Patricia  |
| 2003      | Código fuego                  | Marga     |
| 2000-2001 | La ley y la vida              | Camino    |
| 1996-2000 | La casa de los líos           | Mari Luz  |
| 1994      | Vecinos                       |           |
| 1993-1996 | Los ladrones van a la oficina | Reme      |

#### Programas
| Año                                                   | Programa                | Información    |
| ----------------------------------------------------- | ----------------------- | -------------- |
| 2023                                                  | La última noche         | Colaboradora   |
| 2023                                                  | La plaza de La 1        | Colaboradora   |
| 2011-                                                 | El ojo del tigre        | Colaboradora   |
| 2011-                                                 | TDT : Te damos la tarde | Colaboradora   |
| 2007-2011                                             | Noche sensacional       | Presentadora   |
| 2003, 2004, 2006, 2007 ,2008, 2009, 2010, 2011 y 2013 | Pasapalabra             | Concursante    |
| 2002                                                  | Con La Primera al 2003  | Presentadora   |
| 2001                                                  | Con La Primera al 2002  | Presentadora   |
| 2000                                                  | Con La Primera al 2001  | Presentadora   |
| 2000                                                  | Humor se escribe con H  | Copresentadora |
| 1999 y 2000                                           | Telepasión              | Colaboradora   |
| 1999                                                  | Con La Primera al 2000  | Presentadora   |
| 1999                                                  | Noche de fiesta         | Presentadora   |
| 1998                                                  | Furor                   | Concursante    |
| 1997                                                  | Navidades en serie      | Presentadora   |
| 1996 y 1997                                           | Grand Prix              | Madrina        |
| 1991-1992                                             | La ruleta de la fortuna | Presentadora   |

### Publicaciones
- El Proxeneta (2018) Editorial Alreves, ISBN 9788417077778.
- PornoXplotación: La explosión de la gran adicción de nuestros tiempos (2020) Editorial Alreves, de Mabel Lozano y Pablo J. Conellie.

## Premios y reconocimientos
- 2009: Premio del Festival de Málaga y la Cruz al Mérito de la Policía Nacional.[22]

- 2013: recibió el VI Premio Participando Creamos espacios de Igualdad en la categoría de Arte y Cultura, otorgado por el Consejo de las Mujeres del municipio de Madrid.[23]

- 2015: premio Avanzadoras de Oxfam Intermón.[24][25]
- 2015: Premio El Club de las 25.

- 2016: Premio Amnistía Internacional ABCyCine,[26] Premio Latino de Oro[27] y Premio al personaje Más Solidario.[28]

- 2017: Ciudadana de Honor por el Ayuntamiento de Toledo.[29]

- 2018: Premio Rodolfo Walsh a la Mejor Obra Policíaca de No Ficción de 2017 escrita en español por su obra El proxeneta, que narra la vida del dueño de uno de los grandes prostíbulos de España.[30][31]

- 2018: recibió el premio Mejor Guion Activista 2018, en la XXI Edición de los Premios Mujeres Progresistas 2018 otorgados por la Federación de Mujeres Progresistas.[32]

- 2021: Premio Goya al cortometraje documental por Biografía del cadáver de una mujer.[12][13]

- 2021: Premio Comadre de Oro otorgado por La Tertulia Feminista 'Les Comadres'  en reconocimiento: "por su permanente e infatigable empeño en sacar a la luz la trágica vida de mujeres y niñas prostituidas, que la sociedad olvida; denunciando, con su trabajo, a las mafias de la trata, la pornografía y la prostitución".[33]

- 2021: La Guardia Civil le concedió la Medalla al Mérito por su trabajo contra la trata de seres humanos.[34]

- 2021: Recibió uno de los premios EVAP el la categoría, Premio Integridad. Los premios son otorgados por la Asociación de Empresarias y Profesionales de Valencia.[35][36]

- 2021: Premio Francisca de Pedraza contra la Violencia de Género, otorgado por la Asociación de Mujeres Progresistas de Alcalá de Henares.
- 2023: Premio Pilar Bardem-Cine, Ayuda y Solidaridad otorgado por la Academia de Artes y Ciencias Cinematográficas.[37]
- 2024: Premio Goya al mejor cortometraje documental, por Ava. [38][39][40]
- 2024: Medalla de Oro de Castilla-La Mancha. [41]